# François-Nicolas Baudot Dubuisson-Aubenay
 (septembre 2011).
Si vous disposez d'ouvrages ou d'articles de référence ou si vous connaissez des sites web de qualité traitant du thème abordé ici, merci de compléter l'article en donnant les références utiles à sa vérifiabilité et en les liant à la section « Notes et références ».
Pour les articles homonymes, voir Dubuisson et Baudot.
François-Nicolas Baudot, sieur du Buisson et d'Aubenay (né vers 1590, mort le 1er octobre 1652).

## Biographie
On sait peu de choses de ses débuts. Né à Ambenay (Eure) vers 1590, il fit probablement de solides études. Elles sont attestées par la qualité de son latin, et une érudition qu'Alain Croix n'hésite pas à qualifier d'immense.

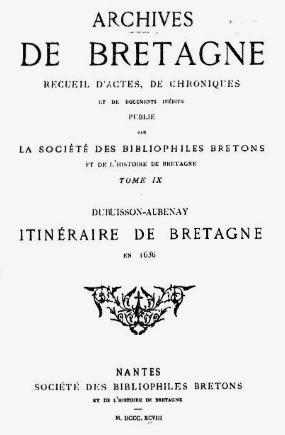
Page de garde du livre de Dubuisson-Aubenay Itinéraire de Bretagne en 1636 (réédition 1898).

Pendant vingt ou trente ans, il parcourt toute l'Europe. Tantôt dans les services d’intendance aux armées, tantôt dans des missions diplomatiques. Il est un proche collaborateur de 1629 à 1638 de Jean d'Estampes de Valençay (d'abord intendant de justice en l'armée de Piémont, après le secours de Casal puis chargé d'importantes missions diplomatiques). En 1636, il parcourt la Bretagne avant la tenue des États et en tire "Itinéraire de Bretagne en 1636", « le plus passionnant récit de voyage avant le XIXe siècle » selon Alain Croix. En 1645, il devient domestique (au sens qui habite sous le toit) de Henri du Plessis-Guénégaud, seigneur du Plessis-Belleville, secrétaire d'État, qui compte dans son département la Maison du Roi. Ce qui fait obtenir à Dubuisson-Aubenay d'abord la charge de gentilhomme ordinaire de la Chambre du Roi, puis en 1649 de maître d’hôtel ordinaire du roi.
Dubuisson-Aubenay commence son Journal des guerres civiles, 1648-1652, en 1648. Le journal part du 1er janvier 1648. La partie allant du 1er mars au 31 décembre 1649 fut perdue en 1871. Un commentateur le présente comme un infatigable amasseur de notes et un auteur très fécond d'épitaphes.
L'intérêt de son Journal est de constituer une relation quotidienne et souvent pittoresque de la Fronde.

## Œuvre
Plusieurs ouvrages sont disponibles sur le site Gallica de la Bibliothèque nationale de France.
- Dubuisson-Aubenay, Journal des guerres civiles, 1648-1652, Gustave Saige éd. scientifique, Paris, Champion, 1883-1885 en 2 tomes.
- La Bretagne d'après l'Itinéraire de Monsieur Dubuisson-Aubenay, Alain Croix éd. scientifique, Rennes, PUR/SHAB, 2006.